# Patient Redois
Patient Honoré Pierre Yvon Redois SMA (* 16. Mai 1925 in La Marne, Département Loire-inférieure; † 8. Juni 1993 in Salin-de-Giraud, Département Bouches-du-Rhône) war ein französischer römisch-katholischer Ordensgeistlicher und Bischof von Natitingou in Benin.

## Leben
Patient Redois trat am 28. Juli 1946 der Ordensgemeinschaft der Gesellschaft der Afrikamissionen bei und empfing am 9. Februar 1950 das Sakrament der Priesterweihe.
Am 10. Februar 1964 ernannte ihn Papst Paul VI. zum ersten Bischof von Natitingou. Der Bischof von Nantes, Jean-Joseph-Léonce Villepelet, spendete ihm am 7. Mai desselben Jahres in der Kathedrale von Nantes die Bischofsweihe; Mitkonsekratoren waren der emeritierte Bischof von La Rochelle, Xavier Morilleau, und der Weihbischof in Versailles, Albert Malbois.
Redois nahm an der dritten und vierten Sitzungsperiode des Zweiten Vatikanischen Konzils teil. Vom 29. September 1975 bis zum 25. Juli 1976 fungierte Redois zudem als Apostolischer Administrator des vakanten Bistums Parakou.
Papst Johannes Paul II. nahm am 11. November 1983 das vorzeitige Rücktrittsgesuch von Redois an. Er starb im Juni 1993 in Salin-de-Giraud und wurde auf dem dortigen Friedhof beigesetzt.